# Intervención de la OTAN en Bosnia
La Intervención de la OTAN en Bosnia fue una serie de acciones tomadas por los países miembros de la OTAN, cuyo objetivo declarado era establecer la paz a largo plazo durante y después de la guerra de Bosnia.

## Desarrollo
La primera participación de la OTAN tanto en la guerra de Bosnia como en las guerras yugoslavas en general se produjo en febrero de 1992, cuando la alianza emitió una declaración instando a todos los beligerantes en el conflicto a permitir el despliegue de fuerzas de paz de las Naciones Unidas. El 10 de julio de 1992, los Ministros de Relaciones Exteriores de la OTAN acordaron, en una reunión en Helsinki, ayudar a las Naciones Unidas a vigilar el cumplimiento de las sanciones establecidas en las resoluciones 713 (1991) y 757 (1992) del Consejo de Seguridad de las Naciones Unidas. El 9 de octubre de 1992, el Consejo de Seguridad aprobó la Resolución 781, estableciendo una zona de exclusión aérea sobre Bosnia-Herzegovina. En respuesta, el 16 de octubre, la OTAN amplió su misión en el área para incluir la Operación Sky Monitor, que supervisó el espacio aéreo bosnio para vuelos de la República Federal de Yugoslavia.

## 1992-1993
El 16 de noviembre de 1992, el Consejo de Seguridad emitió la Resolución 787, que pedía a los Estados miembros "detener todo transporte marítimo entrante y saliente para inspeccionar y verificar sus cargas" para garantizar el cumplimiento de las sanciones.En respuesta a esta resolución, la OTAN desactivó el Monitor Marítimo el 22 de noviembre y lo reemplazó con la Operación Guardia Marítima, bajo la cual las fuerzas de la OTAN fueron autorizadas a detener barcos e inspeccionar sus cargamentos. A diferencia de Sky Monitor y Maritime Monitor, esta fue una verdadera misión de aplicación de la ley, no solo de monitoreo.
La misión aérea de la OTAN también pasó de la vigilancia a la aplicación de la ley. El Consejo de Seguridad emitió la Resolución 816, que autorizó a los estados a utilizar medidas "para garantizar el cumplimiento" de la zona de exclusión aérea sobre Bosnia.En respuesta, el 12 de abril de 1993, la OTAN inició la Operación Deny Flight, que tenía la tarea de hacer cumplir la zona de exclusión aérea, utilizando aviones de combate con base en la región.
A lo largo de 1993, el papel de las fuerzas de la OTAN en Bosnia creció gradualmente. El 10 de junio de 1993, la OTAN y la ONU acordaron que los aviones que actuaran bajo el mando de Deny Flight proporcionarían apoyo aéreo cercano a la UNPROFOR a petición de la ONU. El 15 de junio, la OTAN integró la Operación Guardia Marítima y las actividades navales de la Unión Europea Occidental en la región en la Operación Sharp Guard, y amplió su papel para incluir mayores poderes de aplicación de la ley.

## 1994
Artículo principal: Operación Deny Flight
El 28 de febrero de 1994, el alcance de la participación de la OTAN en Bosnia aumentó dramáticamente. En un incidente cerca de Banja Luka, cazas de la OTAN de la USAF, que operaban bajo el mando de Deny Flight, derribaron cuatro aviones serbios. Esta fue la primera operación de combate en la historia de la OTAN y abrió la puerta a una presencia cada vez mayor de la OTAN en Bosnia.En abril, la presencia del poder aéreo de la OTAN siguió creciendo durante un ataque serbio a Goražde. En respuesta, la OTAN lanzó su primera misión de apoyo aéreo cercano el 10 de abril de 1994, bombardeando varios objetivos serbios a petición de los comandantes de la ONU.

## 1995
Véase también: Bombardeo de Pale de 1995
La OTAN continuó sus operaciones aéreas sobre Bosnia en la primera mitad de 1995. Durante este período, el piloto estadounidense Scott O'Grady fue derribado sobre Bosnia por un misil tierra-aire disparado por soldados serbios de Bosnia. Finalmente fue rescatado sano y salvo, pero su derribo causó preocupación en Estados Unidos y otros países de la OTAN sobre la superioridad aérea de la OTAN en Bosnia y provocó algunos llamados a una acción más agresiva de la OTAN para eliminar las capacidades antiaéreas serbias.

### Srebrenica y la Conferencia de Londres
En julio de 1995, los serbios de Bosnia lanzaron un ataque contra la ciudad bosnia de Srebrenica, que terminó con la muerte de aproximadamente 8.000 civiles en la masacre de Srebrenica. Después de los acontecimientos de Srebrenica, 16 naciones se reunieron en la Conferencia de Londres, que comenzó el 21 de julio de 1995, para considerar nuevas opciones para Bosnia. Como resultado de la conferencia, el Secretario General de la ONU, Butros Boutros-Ghali, otorgó al general Bernard Janvier, comandante militar de la ONU, la autoridad para solicitar ataques aéreos de la OTAN sin consultar a los funcionarios civiles de la ONU, como una forma de agilizar el proceso.Como resultado de la conferencia, el Consejo del Atlántico Norte y la ONU también acordaron utilizar ataques aéreos de la OTAN en respuesta a ataques contra cualquiera de las otras áreas seguras en Bosnia. Los participantes en la conferencia también acordaron en principio el uso de ataques aéreos a gran escala de la OTAN en respuesta a futuros actos de agresión por parte de los serbios.

### Operación Fuerza Deliberada
Artículo principal: Operación Fuerza Deliberada
Después de la Conferencia de Londres, la OTAN planeó una nueva y agresiva campaña aérea contra los serbios de Bosnia. El 28 de agosto de 1995, las fuerzas serbias lanzaron un proyectil de mortero contra el mercado de Sarajevo, matando a 37 personas. El almirante Leighton Smith, comandante de la OTAN, recomendó que la OTAN lanzara ataques aéreos de represalia en el marco de la Operación Fuerza Deliberada.El 30 de agosto de 1995, la OTAN lanzó oficialmente la Operación Fuerza Deliberada con bombardeos a gran escala de objetivos serbios. Los ataques aéreos duraron hasta el 20 de septiembre de 1995 e involucraron ataques contra 338 objetivos individuales.

## Los Acuerdos de Dayton y FDI

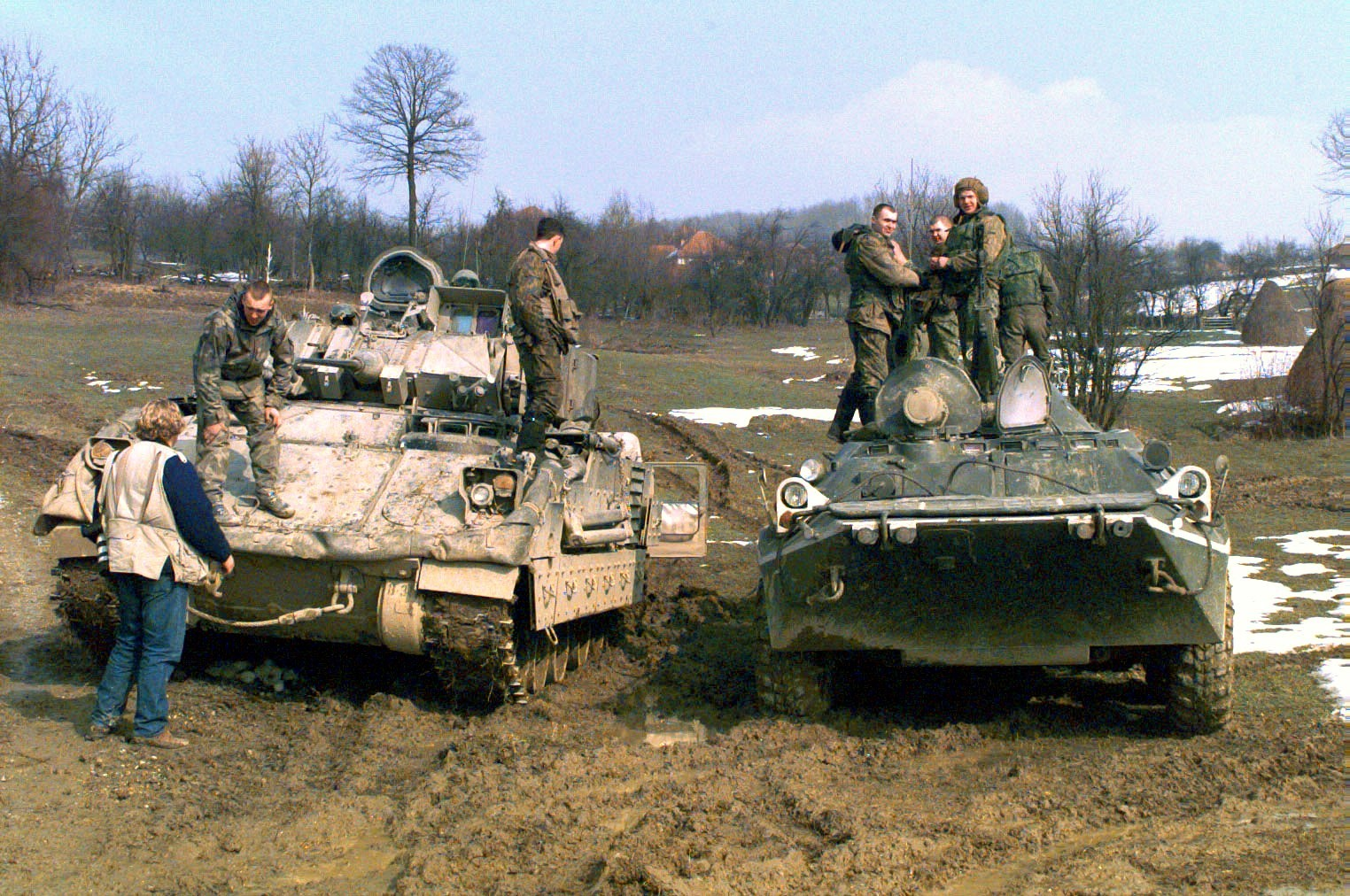
Un transporte de personal ruso BTR 80 (derecha) de la Policía Militar Rusa, 1.er Batallón de la Brigada Aerotransportada, 76.a División Aerotransportada se estaciona junto a un vehículo de combate Bradley de la tropa B, 3.er Escuadrón, 4.o Regimiento de Caballería, 2.a Brigada, 1.a División Blindada por un momento durante una patrulla conjunta alrededor de la ciudad serbia de Zvornik en la tarde del 29 de febrero de 1996 en apoyo de la Operación Joint Endeavour. Pie de foto: ID: 960229-A-5792S-017 Ubicación: ZVORNIK, Bosnia y Herzegovina

En gran parte como resultado de los bombardeos bajo la Operación Fuerza Deliberada y los cambios en la situación del campo de batalla, los beligerantes de la Guerra de Bosnia se reunieron en Dayton, Ohio, en noviembre de 1995, y firmaron los Acuerdos de Dayton, un tratado de paz. Como parte de los acuerdos, la OTAN acordó proporcionar 60.000 tropas para desplegar en la región, como parte de la Fuerza de Implementación (IFOR), designada por Estados Unidos como la Operación Esfuerzo Conjunto. Estas fuerzas permanecieron desplegadas hasta diciembre de 1996, cuando las que quedaron en la región fueron transferidas a la Fuerza de Estabilización (SFOR). Las fuerzas de paz de la SFOR permanecieron en Bosnia hasta 2004.